# Bertram Hasenauer
Bertram Hasenauer (* 1970 in Saalfelden, Österreich) ist ein österreichischer Maler und Zeichner.

## Leben
Nach seiner Schulzeit studierte Bertram Hasenauer von 1992 bis 1997 an der Akademie der bildenden Künste Wien. Dort besuchte er die Meisterklasse bei Franz Xaver Ölzant. 1997 erhielt er vom österreichischen Bundeskanzleramt ein Arbeitsstipendium. Bertram Hasenauer vertiefte seine Studien an der Universität der Künste Berlin und von 1997 bis 1998 in London am Central Saint Martins College of Art and Design. 1999 erhielt er ein Atelierstipendium für Krakau. 2005 bekam er das österreichische Staatsstipendium für Bildende Kunst. 2009 nahm er ein Atelierstipendium im italienischen Paliano an. Hasenauer lebt und arbeitet in Berlin.

## Werk
Im Mittelpunkt Hasenauers künstlerischer Praxis ist das Porträt, bzw. die Figur. Das Porträt begreift er nicht im herkömmlichen Sinne als Abbild, vielmehr interessiert ihn die Idee eines Porträts.
Hasenauers Bildschöpfungen befassen sich hauptsächlich mit menschlichen Figuren, die vor einem monochromen, weißen oder dunklen Hintergrund dargestellt sind, aber auch mit Landschaften sowie Datums- und Schriftbildern. Hasenauer bietet einen fein differenzierten Blick auf das Wesen der von ihm dargestellten jungen Personen. Das Spontane und Dynamische ist gewichen. Die Figuren wirken androgyn und scheinen im Raum zu schweben, was ihnen etwas Über-Reales verleiht. „Was zunächst wie ein Porträt erscheint, erweist sich als die Idee zu einer möglichen porträtierten Figur; was wie das Bild einer menschlichen Figur erscheint, entschwindet sofort in die vagen Sphären der Erinnerung an eine Figur.“ Als Arbeitsmaterial dienen Hasenauer teilweise Bilder aus Zeitschriften und Magazinen. Er trägt die Farbe wie einen dünnen Film auf eine fein strukturierte Grundierung auf. Die Dargestellten wirken melancholisch und abwartend.

„Der Begriff des „Magischen Realismus“ kann im Falle Bertram Hasenauers und seiner requisitenlosen Welt um die Spirale des Enigmatischen erweitert werden: Indem seine Arbeiten das Rätselhafte der menschlichen Existenz vor ihrem lediglich und leidlich magischen Charakter favorisieren, also statt einer Ode auf die Zauberkraft der Dinge eher von einem dezent formulierten Rest an Ungeklärtheit sprechen, flüstern, der den eigentlichen Reiz und die Anziehung des Daseins ausmachen sollte. In einer doch immer wieder feststellbaren, unerklärlichen Rätselhaftigkeit von Welt und Sein in uns, um uns und um uns herum.“

## Einzelausstellungen
- 2020 fine delay Galerie Anja Knoess, Köln, Deutschland
- 2019 „Other days“, Galerie Schloss Wiespach, Deutschland
- 2019 "Bertram Hasenauer" Das Bilderhaus Sammlung Dr. Neumann, Bad Aibling, Deutschland
- 2019 "Smoking in the woods" Galerie. Z, Bregenz, Deutschland
- 2018 "Bertram Hasenauer. Empty Pools", Galerie Thomas Fuchs, Stuttgart, Deutschland
- 2018 "Bertram Hasenauer. Tau". Malerei und Zeichnung", Galerie Brusberg, Berlin, Deutschland
- 2016 „The pines were tapped for resin“, Mario Mauroner Contemporary Art Salzburg, Salzburg, Österreich
- 2015 „You must have wanted the world to know“, Galerie Thomas Fuchs, Stuttgart, Deutschland
- 2014 Treffpunkt Kunst, ORF Studio Linz, Linz, Österreich
- 2014 September, Mario Mauroner Contemporary Art Salzburg
- 2014 Mario Mauroner Contemporary Art Vienna, Wien
- 2013 nichtvonmenschenhand, Kulturzentrum bei den Minoriten, Graz.
- 2012 Troon, Frühsorge Contemporary Drawings, Berlin.
- 2012 Alytus, Mario Mauroner Contemporary Art Vienna, Wien.
- 2011 Malerei und Zeichnung, Mario Mauroner Contemporary Art Salzburg, Salzburg.
- 2011 Solopräsentation Volta New York Frühsorge Contemporary Drawings Berlin, New York.
- 2010 Súlur, Museum der Moderne Salzburg.
- 2010 Rupertinum, Salzburg.
- 2010 Enid, Mario Mauroner Contemporary Art, Salzburg.
- 2010 Atla, Galerie Jan-Philipp Frühsorge Contemporary Drawings, Berlin.
- 2009 Irpen Galerie.
- 2009 Z, Bregenz.
- 2009 Bank Austria Kunstforum.
- 2009 Tresor, Wien.
- 2008 Talus, Mario Mauroner Contemporary Art Vienna, Wien.
- 2008 Glade in the shadow of a hill, Mario Mauroner Contemporary Art, Salzburg.
- 2008 Ivied, Österreichisches Kulturforum Berlin.
- 2007 Water under the maple, Sassa Trülzsch, Berlin.
- 2007 Tomorrow will be different, Strabag Kunstforum, Wien.
- 2006 Empire, Kunsthaus Nexus, Saalfelden.
- 2006 One day we’ll meet, Galerie Hohenlohe, Wien.
- 2005 New Talents, Förderkoje ART COLOGNE Köln.
- 2004 Berliner Liste, Messe für aktuelle Kunst, con-temporary, Berlin.
- 2003 Sometimes you wish someone could, Galerie Hohenlohe & Kalb, Wien.
- 2002 Inside you are pretending, con-temporary, Berlin.
- 2002 Prepare now for eternity, Galerie 5020, Salzburg.
- 2002 The innocence we saw, Neue Galerie Graz, Studio.
- 2001 Don’t try so hard to be different, Österreichisches Kulturinstitut, Krakau.

## Auszeichnungen
- 2005 Anton-Faistauer-Anerkennungspreis für Malerei
- 2006 Anerkennung im Rahmen des von der Strabag Wien vergebenen Förderpreises für Malerei Art Award
- 2008 Georg-Eisler-Preis für Malerei
- 2011 Großer Kunstpreis des Landes Salzburg Zur Begründung führte die Jury aus: Bertram Hasenauer hat in zwei Jahrzehnten eine unverwechselbare künstlerische Handschrift, die international verstanden wird, entwickelt. Das Menschenbild wird anonym, ein Distanzieren vom Betrachter, keine unmittelbare Kommunikation findet statt. Innerhalb der neuen malerischen Figuration hat er eine eigene Position: Er erzählt keine Geschichten, dokumentiert jeweils einen Augenblick.[7]